# Championnat de Hongrie de basket-ball
Le championnat de Hongrie de basket-ball (Magyar férfi kosárlabda-bajnokság ou Nemzeti Bajnokág I/A) est la première division du championnat de Hongrie de basket-ball. Cette compétition regroupe les 13 meilleures équipes du pays.
Chaque formation s'affronte d'abord en matchs aller-retour, les huit premières équipes étant qualifiées pour les play-offs. Les quarts de finale, les demi-finales et la finale se jouent au meilleur des cinq matchs. Les deux derniers du championnat s'affrontent lors de play-out dans une série au meilleur des trois matchs. L'équipe perdante est reléguée en NB I/B.
Cette compétition a été fondée en 1933, le club le plus titré est celui du Budapest Honvéd. Le tenant du titre est Szolnoki Olaj.

## Historique
Comme pour tous les sports en Hongrie, l'histoire du basket-ball débuta dans la capitale, Budapest. Au début du XXe siècle, sous l'influence d'un enseignant d'éducation physique ayant vécu en Allemagne, c'est une variante appelée Korbball qui fut popularisée. À l'origine, ce sont les équipes des écoles de commerce budapestoises qui s'affrontèrent entre elles tandis que les premiers clubs de basket-ball ne furent créés que dans les années 1920. En 1925, un Comité de Basket-ball fut mis en place au sein de la Fédération hongroise d'athlétisme mais il faut attendre 1933 pour voir la création d'un championnat national à dix équipes. Le premier champion de Hongrie fut l'équipe des étudiants de l'université de sciences économiques (Közgazdasági Egyetem AC).
Les décennies suivant la Seconde Guerre mondiale virent une domination outrageuse des clubs de la capitale hongroise : le BEAC, le MAFC, le BSZKRT SE ainsi que le Budapest Honvéd qui détient encore de nos jours le record de titres nationaux. La compétition devint également de plus en plus populaire dans le pays, si bien qu'en 1938, le championnat regroupa 36 équipes. C'est ensuite en 1942 que la Fédération hongroise de basket-ball indépendante fut créée.
À partir des années 1980, on peut noter la multiplication des clubs en province et surtout une inversion de la tendance. Les équipes provinciales rivalisèrent de plus en plus avec celles de la capitale tant et si bien qu'en 1987, le club du Körmendi Dózsa MTE remporta le titre. Depuis, plusieurs équipes différentes dont l'Alba Fehérvár et le Szolnoki Olaj se sont succédé sur la plus haute marche du podium. Il est également intéressant de remarquer que dans les années 2010, plus aucun club ne représente Budapest.

## Clubs de l'édition 2013-2014
| \| Jászberény Kaposvár Kecskemét Körmend Nyíregyháza Paks Pécs Sopron Szeged Székesfehérvár Szolnok Szombathely Zalaegerszeg \| Localisation des clubs engagés dans le championnat. |
| Jászberény Kaposvár Kecskemét Körmend Nyíregyháza Paks Pécs Sopron Szeged Székesfehérvár Szolnok Szombathely Zalaegerszeg                                                           |

| Club                              | Ville          | Salle                      | Capacité |
| --------------------------------- | -------------- | -------------------------- | -------- |
| FORTRESS Jászberényi KSE          | Jászberény     | Bercsényi úti Sportcsarnok | 600      |
| Kaposvári KK                      | Kaposvár       | Városi Sportcsarnok        | 1 270    |
| KTE-Duna Aszfalt                  | Kecskemét      | Messzi István Sportcsarnok | 1 600    |
| Egis Körmend                      | Körmend        | Városi Sportcsarnok        | 1 800    |
| MARSO Nyíregyházi KK              | Nyíregyháza    | Bujtosi Szabadidő Csarnok  | 2 068    |
| Atomerőmű SE                      | Paks           | ASE Sportcsarnok           | 2 000    |
| Pécsi VSK-Pannonpower             | Pécs           | Lauber Dezső Sportcsarnok  | 3 000    |
| Sopron KC                         | Sopron         | MKB Aréna                  | 2 500    |
| Naturtex-SZTE-Szedeák             | Szeged         | Újszegedi Sportcsarnok     | 3 200    |
| Alba Fehérvár                     | Székesfehérvár | Vodafone Sportcentrum      | 2 400    |
| Szolnoki Olaj KK                  | Szolnok        | Tiszaligeti Sportcsarnok   | 2 080    |
| Falco-Trend Optika KC Szombathely | Szombathely    | Arena Savaria              | 3 600    |
| Zalakerámia-ZTE KK                | Zalaegerszeg   | Városi Sportcsarnok        | 2 500    |

## Palmarès
- 1933 : Közgazdasági Egyetem
- 1934 : Budapest Előre
- 1934-1935 : TFSE
- 1935-1936 : MAFC
- 1936-1937 : Budapest Előre
- 1937-1938 : Budapest Előre
- 1938-1939 : Budapest Előre
- 1939-1940 : Budapest Előre
- 1940-1941 : Budapest Előre
- 1941-1942 : Budapest EAC
- 1942-1943 : Budapest EAC
- 1943-1944 : Budapest Előre
- 1944 : MAFC
- 1945 : Budapest Előre
- 1946 : Budapest Kinizsi TE
- 1946-1947 : Budapest Postás
- 1947-1948 : Vasas MÁVAG
- 1948-1949 : Budapest Előre
- 1949-1950 : MAFC
- 1950 : Vasas MÁVAG
- 1951 : MAFC
- 1952 : Budapest Honvéd
- 1953 : Budapest Honvéd
- 1954 : Budapest Honvéd
- 1955 : Budapest Honvéd
- 1956 : MAFC
- 1957 : Budapest Honvéd
- 1957-1958 : Budapest Honvéd
- 1958-1959 : Budapest Honvéd
- 1959-1960 : Budapest Honvéd
- 1960-1961 : Budapest Honvéd
- 1961-1962 : Budapest Honvéd
- 1962-1963 : Budapest Honvéd
- 1964 : Budapest Honvéd
- 1965 : Budapest Honvéd
- 1966 : Budapest Honvéd
- 1967 : Budapest Honvéd
- 1968 : Budapest Honvéd
- 1969 : Budapest Honvéd
- 1970 : MAFC
- 1971 : Budapest Honvéd
- 1972 : Csepel Sport Club
- 1973 : Csepel Sport Club
- 1974 : Budapest Honvéd
- 1975 : MAFC
- 1976 : Budapest Honvéd
- 1977 : Budapest Honvéd
- 1978 : Budapest Honvéd
- 1979 : Budapest Honvéd
- 1980-1981 : Budapest Honvéd
- 1981-1982 : Budapest Honvéd
- 1982-1983 : Budapest Honvéd
- 1983-1984 : Budapest Honvéd
- 1984-1985 : Budapest Honvéd
- 1985-1986 : Budapest Honvéd
- 1986-1987 : Körmend Dózsa MTE
- 1987-1988 : Zalaegerszegi TE
- 1988-1989 : Csepel Sport Club
- 1989-1990 : ZTE-Heraklith
- 1990-1991 : Szolnoki Olaj
- 1991-1992 : ZTE-Heraklith
- 1992-1993 : Tungsram-Honvéd BT
- 1993-1994 : Tungsram-Honvéd BT
- 1994-1995 : Danone-Honvéd BT
- 1995-1996 : Körmend Kosárlabda Csapat
- 1996-1997 : Danone-Honvéd BT
- 1997-1998 : Albacomp-SZÜV
- 1998-1999 : Albacomp-SZÜV
- 1999-2000 : Albacomp-UPC
- 2000-2001 : Klíma-Vill Purina KKK
- 2001-2002 : Atomerőmű SE
- 2002-2003 : Körmend Kosárlabda Csapat
- 2003-2004 : Kaposvár KK
- 2004-2005 : Atomerőmű SE
- 2005-2006 : Atomerőmű SE
- 2006-2007 : Szolnoki Olaj
- 2007-2008 : Falco KC Szombathely
- 2008-2009 : Atomerőmű SE
- 2009-2010 : Zalakerámia-ZTE KK
- 2010-2011 : Szolnoki Olaj
- 2011-2012 : Szolnoki Olaj
- 2012-2013 : Alba Fehérvár
- 2013-2014 : Szolnoki Olaj
- 2014-2015 : Szolnoki Olaj
- 2015-2016 : Szolnoki Olaj
- 2016-2017 : Alba Fehérvár
- 2017-2018 : Szolnoki Olaj
- 2018-2019 : Falco KC Szombathely
- 2019-2020 : Non attribué pour cause de Pandémie de Covid-19
- 2020-2021 : Falco KC Szombathely
- 2021-2022 : Falco KC Szombathely
- 2022-2023 : Falco KC Szombathely
- 2023-2024 : Falco KC Szombathely
- 2024-2025 : Szolnoki Olaj

## Bilan par club
| Club                      | Titres | Ville          | Année |
| ------------------------- | ------ | -------------- | --- |
| Budapest Honvéd           | 33     | Budapest       | 1952, 1953, 1954, 1955, 1957, 1958, 1959, 1960, 1961, 1962, 1963, 1964, 1965, 1966, 1967, 1968, 1969, 1971, 1974, 1976, 1977, 1978, 1979, 1981, 1982, 1983, 1984, 1985, 1986, 1993, 1994, 1995, 1997 |
| Budapest Előre            | 9      | Budapest       | 1934, 1937, 1938, 1939, 1940, 1941, 1944, 1945, 1949 |
| Szolnoki Olaj             | 9      | Szolnok        | 1991, 2007, 2011, 2012, 2014, 2015, 2016, 2018, 2025 |
| MAFC                      | 7      | Budapest       | 1936, 1944, 1950, 1951, 1956, 1970, 1975 |
| Falco KC Szombathely      | 6      | Szombathely    | 2008, 2019, 2021, 2022, 2023, 2024 |
| Alba Fehérvár             | 5      | Székesfehérvár | 1998, 1999, 2000, 2013, 2017 |
| Atomerőmű SE              | 4      | Paks           | 2002, 2005, 2006, 2009 |
| Zalakerámia-ZTE KK        | 4      | Zalaegerszeg   | 1988, 1990, 1992, 2010 |
| Csepel Sport Club         | 3      | Budapest       | 1972, 1973, 1989 |
| Körmend Kosárlabda Csapat | 3      | Körmend        | 1987, 1996, 2003 |
| Kaposvár KK               | 2      | Kaposvár       | 2001, 2004 |
| Budapest EAC              | 2      | Budapest       | 1942, 1943 |
| Vasas MÁVAG               | 2      | Budapest       | 1948, 1950 |
| Közgazdasági Egyetem      | 1      | Budapest       | 1933 |
| TFSE                      | 1      | Budapest       | 1935 |
| Budapest Kinizsi TE       | 1      | Budapest       | 1946 |
| Budapest Postás           | 1      | Budapest       | 1947 |